# 朱津宁
朱津宁 (英語：Chin-Ning Chu, 1946年6月19日—2009年12月10日) 是一位美国华人作家，商业咨询师，国际演说家。

## 生平
1946年出生在天津，成长于台湾，1969年大学毕业后移民至美国，随身带了两本书：《孙子兵法》和《厚黑学》。曾经为波音、可口可乐、通用汽车等公司提供咨询和员工培训。
2009年12月10日在台湾病逝，享年63岁。

## 著作
朱津寧已出版的書籍如下：
- 《新厚黑学》
- 《新厚黑学2：不劳而获》
- 《新厚黑学之孙子兵法：先赢后战》